# Janosch Dziwior
Janosch Dziwior, właściwie Janusz Dziwior (ur. 19 września 1974 w Knurowie) – niemiecki piłkarz pochodzenia polskiego występujący na pozycji obrońcy.

## Kariera piłkarska
Dziwior karierę rozpoczynał jako junior w Carbo Gliwice. Potem wyjechał z rodziną do Niemiec Zachodnich. Tam kontynuował karierę w klubie SV Huchem-Stammeln, a później trafił do 1. FC Köln z Bundesligi. W tych rozgrywkach zadebiutował 17 lutego 1995 roku w wygranym 3:0 meczu z Eintrachtem Frankfurt. 19 maja 1995 roku w wygranym 4:0 spotkaniu z Hamburgerem SV strzelił pierwszego gola w trakcie gry w Bundeslidze. W 1. FC Köln grał przez 3 lata.
W 1997 roku Dziwior odszedł do drugoligowego FC Gütersloh, gdzie spędził 2 lata. Potem powrócił do 1. FC Köln, również grającego w 2. Bundeslidze. W 2000 roku z nim awansował do Bundesligi. W 2002 roku spadł z nim jednak do 2. Bundesligi. Wówczas odszedł z 1. FC Köln.
Jego nową drużyną został beniaminek 2. Bundesligi, Eintracht Brunszwik. W 2003 roku zajął z nim 15. miejsce w 2. Bundeslidze i spadł do Regionalligi. Wówczas odszedł Fortuny Düsseldorf z Oberligi. W styczniu 2004 roku został graczem zespołu KFC Uerdingen 05 z Regionalligi, którego barwy reprezentował przez kolejne 1,5 roku. W 2005 roku odszedł do SC Jülich 1910, gdzie w 2006 roku zakończył karierę.